# Säynäsaaret
Säynäsaaret är en ö i Finland. Den ligger i sjön Näsijärvi och i kommunen Ylöjärvi i den ekonomiska regionen Tammerfors och landskapet Birkaland, i den södra delen av landet, 180 km norr om huvudstaden Helsingfors. Öns area är 5,4 hektar och dess största längd är 450 meter i öst-västlig riktning.  Notera att namnet antyder att det är fråga om flera öar.